# Агенти (Матриця)
Агенти (англ. Agents) — це група персонажів у вигаданому всесвіті франшизи «Матриця». Вони охороняють створений комп'ютером світ Матриці, захищаючи його від будь-кого чи чого, що може розкрити його як помилкову реальність або загрожувати у будь-який інший спосіб.

## Опис
Мають надлюдську реакцію, швидкість і силу, здатні захоплювати під свій контроль проєкцію будь-якої людини в Матриці (за виключенням відключених від системи). Відслідковують реакції підключених та виникають в їх тілах у випадку несприйняття розвитку подій; тоді керована людина або бігає по стінах — чи ще щось таке подібне. Також можуть вирахувати, чия ментальна проєкція знаходиться ближче всього до цілі. Окрім того, можуть віддавати накази Мисливцям — роботам в реальному світі.
Одягнуті по зразку таємної служби США: строгий костюм, біла сорочка, чорна краватка, блискучий зажим для краватки, чорні окуляри й навушник внутрішнього зв'язку. Агентам, що з'являється в «Матриці», присвоєні прізвища із списку самих поширених фамілій США, що їм надає ознаки безликості.
Так як і бійці людського Спротиву, агенти є власне суперкористувачами комп'ютерної системи. Перевага агентів перед людьми, імовірно, пояснюється тим, що вони є авторизованими суперкористувачами. В фільмах не пояснюється природа цього особливого доступу агентів до системи — або вони, так як і Нео й Морфеус, просто вірять в можливість обходити деякі правила; або їм надані системою якісь повноваження.

## Відомі агенти
- Агент Сміт (Smith) — програма в межах Матриці і головний ворог Нео. В закінченні першого фільму був ліквідований, а згодом відновлений, але вже як комп'ютерний вірус, а не програма системи. Виконавець — Х'юго Вівінг.
- Агент Браун (Brown) — перша програма, що допомагає Агенту Сміту. Він разом з Агентом Джонсом є помічником Агента Сміта. Виконавець — Пол Годдард.
- Агент Джонс (Jones) — друга програма, допомагаюча Агенту Сміту. Виконавець — Роберт Тейлор.
- Агент Джонсон (Johnson) — є лідером серед нової трійки вдосконалених Агентів. Виконавець — Деніел Бернхард.
- Агент Джексон (Jackson) — виконавець — Девід Кілд.
- Агент Томпсон (Thompson) — виконавець — Метт МакКольм. З'явився в комп'ютерній грі «The Matrix: Path of Neo»
- Агент Вайт (White) — програма, заміняюча Агента Сміта як лідера агентів. Модель Агента Вайта в грі — Девід Кілд.

.
Інші агенти:
- Агент Еш (Ash)
- Агент Берд (Bird)
- Агент Файн (Fine)
- Агент Грей (Gray)
- Агент Скіннер (Skinner)
- Агент Пейс (Pace)

Агенти є персонажами епізодів Аніматриці — «Історія однієї дитини», «Світовий рекорд» та «Історія детектива» аніме «Аніматриця».
В «Історії однієї дитини» голос наказує головному герою Майклу утекти із будови. Подивившись у вікно, хлопець бачить агентів, які виходять із машини. Вони дивляться просто на нього.
В «Світовому рекорді» Агенти, що вселилися в спортсменів, намагалися добігти спортовця Дена Девіса, але не змогли.
В «Історії детектива» за головним героєм Ешем вислані агенти. Відбиваючись від них, Еш сам мало не стає одним з них.